# James Vowles
James P. Vowles (Felbridge; 20 de junio de 1979) es un ingeniero británico de deportes de motor. Fue el estratega jefe del equipo de Mercedes AMG Petronas Motorsport de Fórmula 1 desde su primera temporada, 2010, hasta 2023. El 13 de enero de 2023, Williams Racing anunció que Vowles sería su nuevo director de equipo a partir de la temporada 2023, reemplazando al exdirector de equipo Jost Capito.
Vowles ha trabajado en muchos equipos de Fórmula Uno como ingeniero de carreras y estratega y disfrutó del éxito. Con dos equipos diferentes de Fórmula Uno, ha ganado nueve Campeonatos de Constructores y más de 100 Grandes Premios. Vowles fue responsable de la estrategia de carrera de Brawn GP, que fue fundamental para la temporada 2009 en la que el equipo ganó el campeonato. Después de trabajar con el ganador del campeonato Brawn GP, Vowles se quedó con el equipo después de su venta a Mercedes en 2010.

## Carrera
Vowles comenzó su carrera en la Fórmula 1 como ingeniero en British American Racing y Honda Racing F1 Team. Fue ascendido a estratega de carreras en Brawn GP después de que el equipo se salvó gracias a la compra por parte de la gerencia del equipo Honda Racing F1 dirigido por Ross Brawn. Jugó un papel decisivo en la temporada 2009 en la que el equipo ganó el campeonato. Posteriormente, el equipo fue comprado por Mercedes en 2010.
Desde el 20 de febrero de 2023, es el director del equipo de Williams Racing.

## Educación
Vowles asistió a la Escuela Internacional de Ginebra y se graduó en 1997. Pasó a la Universidad de East Anglia, donde obtuvo una licenciatura en informática en 2000, seguido de una maestría en Ingeniería y Gestión de Automovilismo de la Universidad de Cranfield en 2001, recibiendo el Prodrive Premio a la Excelencia.